# Jennifer Stone

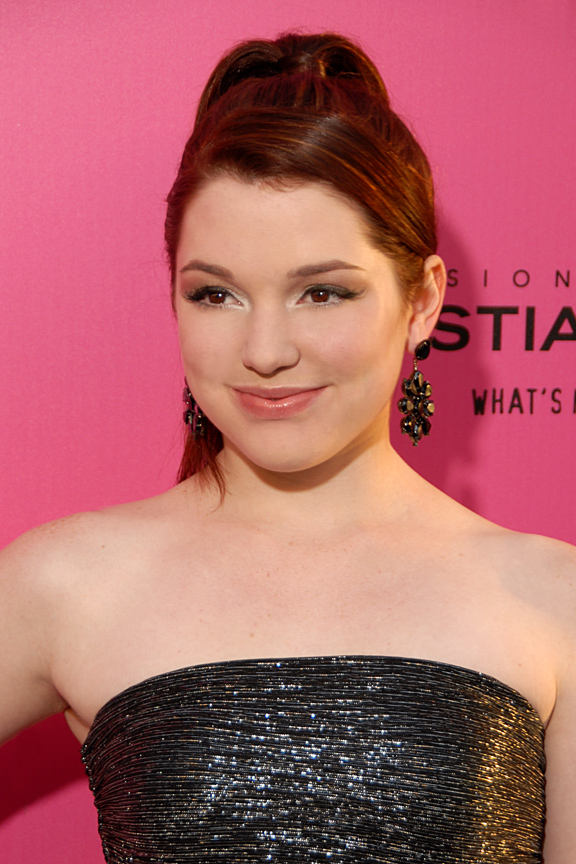
Jennifer Stone (2009)

Lindsay Jennifer Stone (* 12. Februar 1993 in Arlington, Texas) ist eine US-amerikanische Schauspielerin, bekannt durch ihre Rolle als Harper Finkle in der Disney-Channel-Serie Die Zauberer vom Waverly Place.

## Leben
Jennifer Stone begann ihre Karriere auf der Bühne im Alter von sechs Jahren. Sie unterzeichnete mit acht Jahren einen Vertrag für Werbespots bei einer Agentur.
Jennifer Stone spielte in Pool Cinemas Löwen aus zweiter Hand neben Haley Joel Osment mit. Sie hatte auch Gastauftritte in den Serien Line of Fire und Without a Trace – Spurlos verschwunden. Im Februar 2007 bekam Stone eine Hauptrolle in der Disney-Channel-Serie Die Zauberer vom Waverly Place als Harper Finkle, in der sie bis zum Ende der Serie im Januar 2012 zu sehen war. Sie spielte in dem Disney Channel Original Movie Die Entführung meines Vaters (Dadnapped) neben David Henrie und Emily Osment mit. Stone veröffentlicht YouTube-Videos mit ihrer sehr guten Freundin und Co-Star Selena Gomez.
Außerdem hat sie im Dezember 2019 ihr Studium als Krankenschwester abgeschlossen und arbeitet seitdem in der Notaufnahme.

## Filmografie (Auswahl)
- 2005: Dr. House (House, Fernsehserie, Episode 1x16)
- 2005: Without a Trace – Spurlos verschwunden (Without a Trace, Fernsehserie, Episode 4x07)
- 2007–2012: Die Zauberer vom Waverly Place (Wizards of Waverly Place, Fernsehserie, 95 Episoden)
- 2008: Disney Channel Games
- 2008: Die Entführung meines Vaters (Dadnapped, Fernsehfilm)
- 2009: Die Zauberer vom Waverly Place – Der Film (Wizards of Waverly Place: Stone of Dreams, Fernsehfilm)
- 2010: Harriet: Spionage aller Art (Harriet the Spy: Blog Wars, Fernsehfilm)
- 2011: Girls Club 2 – Vorsicht bissig! (Mean Girls 2, Fernsehfilm)
- 2012: Pair of Kings – Die Königsbrüder (Pair of Kings, Fernsehserie, Episode 2x23)
- 2012–2014: Deadtime Stories (Fernsehserie, 11 Episoden)
- 2013: Body of Proof (Fernsehserie, Episode 3x03)
- 2013: Die Rückkehr der Zauberer vom Waverly Place (The Wizards Return: Alex vs. Alex, Fernsehfilm)
- 2013: Das Tor zur Hölle (Nothing Left to Fear)
- 2014: High School Possession (Fernsehfilm)
- 2019: Die Tochter des Weihnachtsmanns (Santa Girl)